# パイナップルみたい
『パイナップルみたい♥』は、竹本泉による日本の漫画作品。

## 概要
『なかよし』（講談社）にて1982年7月号から同年12月号まで連載された。全6話。単行本は同社の講談社コミックスなかよしより全1巻、後にエンターブレインのビームコミックスより再刊。作者にとって『なかよし』本誌での初の連載作品であり、初めて単行本化された作品でもある。
なお「パイナップル」とは作中で、恋する状態の比喩として用いられている言葉であるが、作中の字面の上では（甘酸っぱい気持ち、等ではなく）芯が抜いてある缶詰のパイナップルのように「頭の中身が抜けて思考力が低下した状態」を喩えている。

## あらすじ
高校1年生・山崎かおりは常々、恋愛の只中にいる周囲の人々を「頭がパイナップルみたいになっている」と評し、自分とは無縁なもののように眺めていた。しかしそんな奥手な彼女にも、遂に自分自身が「パイナップルみたい」になる日がやって来た。

## 登場人物
山崎かおり（やまざき かおり）
そばかすメガネっ娘の高校1年生。友人からは「きゃおり」と呼ばれる。生物部員。趣味はチェスと洋菓子作り。
機械の故障のせいで、遅くまでかかってガリ版刷りで、部の夏休み合宿のしおり（に加えて、教師からついでに頼まれた別口の全校生徒分の印刷物）を作った帰りに広瀬先輩（後述）に労われ、「パイナップル」状態に陥った。
吉岡のぼる（よしおか のぼる）
きゃおりの家の隣に住む、1学年（月齢では3ヶ月）年下の幼馴染兼チェス仲間。きゃおりのことは「かおり」と呼ぶ。チェスの腕前はきゃおりと互角か或いはのぼるの方が僅かに上なのであるが、きゃおりからはしばしば子供扱いを受ける。
のぼるの方は「幼馴染兼チェス仲間」以上の感情を抱いていたことが（1話目からそれとない描写で仄めかされてはいるが）物語後半で明らかに。チェスに勝った「賞品」としてキスを要求し、きゃおりを混乱に陥らせる。
広瀬（ひろせ）
生物部副部長で生徒会副会長のメガネ男子。ガリ版刷りで汚れたきゃおりの顔を優しく拭き、「パイナップル」状態に陥らせた。
岡野（おかの）
生物部員で生徒会書記の、知的で色気もある太眉美人。広瀬とは同学年で、広瀬の想い人（後に両想いと判明）。
伊東麗子（いとう れいこ）
きゃおりの友人。「れーこ」と呼ばれる。
高原千里（たかはら ちさと）
きゃおりの友人。「ちちゃと」と呼ばれる。

## 書誌情報
- 竹本泉『パイナップルみたい♥』講談社〈講談社コミックスなかよし〉、1983年3月5日第1刷発行[1]、ISBN 4-06-108433-X（絶版）
- 竹本泉『パイナップルみたい♥』エンターブレイン〈ビームコミックス〉、2009年3月9日初版初刷発行[2]、ISBN 978-4-7577-4742-5（KCなかよし版からは削られていた扉ページ等も収録されている）